# 夏茸尕布·根敦丹增诺尔布
夏茸尕布·根敦丹增诺尔布（藏語：ལ་མོ་ཞབས་དང་དཀར་པོ་ས་ཕེང་བདན་པ་དགེ་འདན་བསན་འཛིན་ནོར་བ，1873年—1927年）确藏拉洛塘（位于今青海省贵南县境内）人，第七世（不计追认）夏茸尕布活佛。

## 生平
根敦丹增诺尔布于藏历水鸡年（1873年）生于确藏拉洛塘地方，父亲名叫色沃扎布，母亲名叫拉毛先。根敦丹增诺尔布由温嘉色巴、塔秀活佛根敦确迥嘉措认定为第六世拉茂夏茸尕布的转世灵童，八岁坐床。
根敦丹增诺尔布在本寺拉茂德虔拜格西喜饶嘉措（又称洛桑喜饶）为经师，直到喜饶嘉措圆寂。他还拜鲁本拉然巴昂旺次臣，格西桑杰确扎，华热格西洛桑热色，塔秀活佛根敦确迥嘉措，香萨多杰强，夏玛尔班智达，拉科多杰强等学儒为师，系统学习了《五部大论》，在显密二宗、教诫、灌顶、随许法、经咒、等方面研究颇深。
他先后修复和新建了拉茂德虔法轮寺、古日殊胜寺、查那寺（1916年新建，位于贵南县）、托勒寺（1916年新建，位于贵南县）。他为扩建拉茂德虔法轮寺大经堂及寝殿捐献了上万两白银。他在古日殊胜寺新址出资新建了释迦牟尼大殿、时轮殿、正殿、大经堂、拉章朗钦等建筑及内部佛像。在迁移托勒寺新建南杰彭措确宗林寺时，在南杰彭措确宗林寺修建三层五间殿堂一座。他还为复兴佛教的约·格迥、藏·饶色、玛·释迦牟尼这三位圣杰（藏語：མཁས་པ་མླ་གསམ）立殿供奉。1922年出资彻底重修了西宁的大佛寺，使大佛寺成为夏茸尕布活佛在西宁的驻锡地。
他一生赴中国内地两次。首次是晋见清朝光绪帝，获赐黄金、袈裟及八抬黄色轿子一顶等。第二次是晋见大总统袁世凯，此乃依袁世凯之命，共80名政治会议议员共同前往晋见。当时，袁世凯封他为青海蒙古各部落王公的“总上师”，布施一万多元现洋，并加赐 “青海廣大明智察罕諾們汗呼圖克圖”封号以及一个用九十两白银制成的以藏文、蒙古文、汉文、满文写有该封号（藏文意译是“广照大地的贤哲察汗诺门汗所辖寺庙之王呼图克图”）字样的虎钮大印。随后，袁世凯应根敦丹增诺尔布将自己的拉章改为寺庙的呈请，赐寺名“永安寺”（“根敦德威林”）及写有寺名的匾额，并赏赐盘龙旗杆。
清朝末年，就拉茂夏茸尕布统治地区的边界发生纠纷，余波未平。为此，陕甘总督和西宁办事大臣决定，自东南的尖扎的果春梅地方（又作昌近噶地方）以上，南部的茫拉正前方的白崖以北，西南的多达尤以北，西北的江切群以东，北到沙沟河入黄河处（龙羊峡），均为历辈拉茂夏茸尕布辖区，并且在文告四角钤钦差大臣印，中央钤总督印，分存陕甘总督衙门及西宁办事大臣衙门。同时，陕甘总督和化隆巴燕划分地界的钦差大臣商定了拉茂夏茸尕布在巴燕所辖部落村庄边界的执照文书。
藏历十六饶迥火兔年三月初八日（1927年），根敦丹增诺尔布圆寂，享年55岁。遗体火化后，灵塔建在古日殊胜寺拉章大弥勒佛殿中，后毁于文化大革命。